# Jaak Dreesen
Pour les articles homonymes, voir Dreesen.
Jacobus Jaak Dreesen, né le 26 février 1948 à Reppel en Belgique et mort le 4 juin 2015 à Overpelt en Belgique, est un footballeur international aspirant belge qui joue au poste de milieu de terrain avant de devenir entraîneur.

## Biographie

### Carrière de joueur

#### En club
Jaak Dreesen commence sa carrière au KSK Bree et, lorsqu'il incorpore de manière définitive le noyau de l'équipe A, le club doyen de deuxième provinciale limbourgeoise, où celui-ci évolue de manière ininterrompue depuis 32 ans, vient de monter pour la première fois de son histoire en séries nationales, en Promotion. Malgré une relégation la saison suivante, les deux promotions successives sous la férule de Mathieu Meyers alors joueur-entraîneur et grâce à une levée de joueurs du cru, 10 sur les 11 joueurs sont en effet issus de Bree, attire les regards des clubs plus huppés. À l'instar de certains de ses coéquipiers tels que Jos Janssen, Albert Millen (nl) ou Johan Coninx, Dreesen décroche ainsi un transfert vers le Lierse SK au sein de l'élite.
Avec le club lierrois, il participe à la première édition de la Coupe de l'UEFA et réalise la meilleure campagne de l'Histoire du club, atteignant les quarts de finale après avoir éliminé notamment Leeds grâce à une victoire 0-4 en Angleterre et le PSV Eindhoven, battu également 4-0, à domicile cette fois. S'il ne fait pas partie du noyau lors de ces deux exploits, il participe toutefois à la fête car il est aligné au tour précédent, lors du match retour face à Rosenborg (victoire, 3-0) et à l'occasion du match aller contre les néerlandais (défaite, 0-1). À l'issue de la saison 1973-1974 qui voit le club réaliser ses pires résultats depuis vingt ans et terminer à la quinzième place du championnat, Dreesen part pour le KSV Waregem qui vient de remporter la Coupe de Belgique et est assuré de jouer l'Europe.
Il devient une valeur sûre du club flandrien au milieu du terrain et dispute une centaine de rencontres en quatre saisons avant, en 1978, de rejoindre La Gantoise qui évolue en deuxième division. Après deux saisons chez les Gantois et avec un titre de champion en poche, Dreesen met fin à sa carrière professionnelle et retourne dans son club formateur, le KSK Bree, comme joueur-entraîneur. Il raccroche les crampons après une dernière pige à l'Eendracht Rotem afin se consacrer exclusivement au rôle d'entraîneur.

#### En sélections nationales
Jaak Dreesen est convoqué chez les aspirants le 28 octobre 1973 face au Luxembourg (victoire, 6-0) et dispute l'entièreté de la rencontre. C'est sa seule sélection en équipe nationale, il n'est jamais appelé en équipe A.

### Carrière d'entraineur
Après des débuts comme joueur-entraîneur dans son club formateur, le KSK Bree, ainsi qu'à l'Eendracht Rotem, la carrière d'entraîneur à part entière de Jaak Dreesen débute au Patro Eisden, récemment promu en deuxième division. Début 1987, après deux saisons et demie dans le club limbourgeois, il est remercié à la suite de résultats décevants. Il se dirige ensuite vers Lommel mais n'y survit pas la trêve hivernale.
L'année suivante il est actif au KSV Mol où il ne reste toutefois qu'une seule saison car, malgré des résultats positifs, le club finit quatrième de Promotion C, ce qui ne correspond pas aux ambitions des dirigeants qui courent après une montée en troisième division depuis 1985, lorsque le club termine deuxième à quatre points du champion, Westerlo. Paradoxalement, sans Dreesen, Mol est champion la saison suivante et obtient la montée tant attendue.
Il reprend ensuite les rênes du KFC Turnhout et, dès la première saison, décroche le titre et, dès lors, la promotion en deuxième division. Dreesen emmène le club au tour final à deux reprises mais manque la montée parmi l'élite à chaque fois. La saison 1992-1993 est catastrophique et lui coûte son poste. Turnhout finit quinzième sur seize équipes et est relégué après avoir remporté seulement six victoires.
Son choix se porte alors sur le KFC Tielen avec lequel il enregistre ses meilleurs performances et réalise deux montées consécutives depuis la promotion jusqu'en deuxième division. Toutefois, en septembre 1995, après seulement quatre rencontres, il est remercié et remplacé par Walter Meeuws.
Après cette déconvenue, Dreesen est appelé au chevet du Beringen FC, le club minier vient d'être rétrogradé et commence mal sa saison. Il y remplace Donato Lallo et, après une série de dix victoires et huit partages pour six défaites, qualifie les Ours pour le tour final sans toutefois parvenir à se placer pour la montée. La saison 1996-1997, il entraîne Verbroedering Geel mais est licencié après 22 journées et n'y achève pas son mandat.
Le Dilsen VV l'engage ensuite, et, à nouveau, dès la première saison, Dreesen remporte le championnat et monte en troisième division, le niveau le plus haut jamais atteint par le club depuis sa fondation en 1940. Les débuts à l'échelon supérieur sont compliqués, Dreesen jette l'éponge après quatre défaites en six rencontres, le club est relégué en fin de saison et ne survit pas. L'arrêt des activités est déclaré à la suite de sa faillite et son matricule est radié.
Après quelques mois d'inactivité, il est appelé à remplacer René Van Gorp à la tête du KVK Tienen, qui vient d'être promu et évolue alors en deuxième division. Dreesen maintient l'équipe dans l'antichambre de l'élite pendant deux saisons, terminant respectivement 13e et 14e au classement. En octobre 2001, il est remercié et doit faire place à son assistant, Johan Froment. Les Sucriers connaîtront néanmoins une saison difficile après son départ et ne devront leur salut qu'à des circonstances totalement indépendantes de leurs résultats. En effet, la lutte pour éviter les deux places de relégables et celle de barragiste oppose huit clubs jusqu'au bout de la saison. Finalement, le Patro Maasmechelen termine dernier, devancé par Tirlemont et Deinze, barragiste. Mais à la suite des relégations administratives infligées au RWDM et à l'Eendracht Alost, à la suite du refus de leur accorder la licence professionnelle, ces deux clubs sont renvoyés directement de première en troisième division, laissant deux places libres en Division 2. De plus, à la suite du refus d'accorder la licence au KRC Zuid-West, sujet à de graves problèmes financiers, ce club est également relégué en troisième division, permettant aux trois derniers classés de deuxième division de se maintenir.
Le Bocholter VV sort ensuite Dreesen d'une année sabbatique afin de prendre la relève de Rony Vangompel à la tête de l'équipe. Le club de Bocholt a terminé 10e du classement la saison précédente et compte sur son expérience pour le stabiliser en troisième division alors que celui-ci vient d'enregistrer sept défaites en huit rencontres, dont quelques sérieuses dégelées notamment face à l'Union Saint-Gilloise (2-6), Tubize (1-4), l'Olympic Charleroi (1-4) et Veldwezelt (0-4). Dreesen arrive à redresser la situation et à sauver Bocholt de justesse de la relégation par le biais des barrages. Étonnamment, fin mars 2004, le conseil d'administration du club annonce mettre fin à la collaboration avec son entraîneur en fin de saison, sans toutefois en donner les raisons exactes. Dreesen finit la saison 4e de la série, le meilleur résultat de l'Histoire du club jamais enregistré jusqu'alors.
La carrière de Dreesen prend ainsi fin après 20 années de coaching et plus de 600 rencontres dirigées, exclusivement dans les séries nationales, mais néanmoins jamais dans l'élite.

## Statistiques

### Statistiques de joueur

#### En club
| Saison                | Club                  | Championnat           | Championnat | Championnat | Coupe(s) nationale(s) | Coupe(s) nationale(s) | Compétition(s) continentale(s) | Compétition(s) continentale(s) | Compétition(s) continentale(s) | Total | Total |
| Saison                | Club                  | Division              | M.          | B.          | M.                    | B.                    | Comp.                          | M.                             | B.                             | M.    | B.    |
| 1969-1970             | KSK Bree              | Promotion D (D4)      | -           | -           | -                     | -                     | -                              | -                              | -                              | 0     | 0     |
| 1970-1971             | KSK Bree              | Promotion C (D4)      | -           | -           | -                     | -                     | -                              | -                              | -                              | 0     | 0     |
| 1980-1981             | KSK Bree              | Promotion D (D4)      | -           | -           | -                     | -                     | -                              | -                              | -                              | 0     | 0     |
| 1981-1982             | KSK Bree              | Promotion C (D4)      | -           | -           | -                     | -                     | -                              | -                              | -                              | 0     | 0     |
| 1982-1983             | KSK Bree              | Promotion D (D4)      | -           | -           | -                     | -                     | -                              | -                              | -                              | 0     | 0     |
| Sous-total            | Sous-total            | Sous-total            | -           | -           | -                     | -                     | -                              | -                              | -                              | 0     | 0     |
| 1971-1972             | Lierse SK             | Division 1            | 15          | 1           | -                     | -                     | C3                             | 2                              | 0                              | 17    | 1     |
| 1972-1973             | Lierse SK             | Division 1            | 26          | 4           | -                     | -                     | -                              | -                              | -                              | 26    | 4     |
| 1973-1974             | Lierse SK             | Division 1            | 24          | 3           | -                     | -                     | -                              | -                              | -                              | 24    | 3     |
| Sous-total            | Sous-total            | Sous-total            | 65          | 8           | -                     | -                     | -                              | 2                              | 0                              | 67    | 8     |
| 1974-1975             | KSV Waregem           | Division 1            | 33          | 3           | -                     | -                     | C2                             | 2                              | 0                              | 35    | 3     |
| 1975-1976             | KSV Waregem           | Division 1            | 20          | 2           | -                     | -                     | -                              | -                              | -                              | 20    | 2     |
| 1976-1977             | KSV Waregem           | Division 1            | 17          | 2           | -                     | -                     | -                              | -                              | -                              | 17    | 2     |
| 1977-1978             | KSV Waregem           | Division 1            | 30          | 3           | -                     | -                     | CI                             | 2                              | 0                              | 32    | 3     |
| Sous-total            | Sous-total            | Sous-total            | 100         | 10          | -                     | -                     | -                              | 4                              | 0                              | 104   | 10    |
| 1978-1979             | KAA La Gantoise       | Division 2            | 28          | 9           | -                     | -                     | -                              | -                              | -                              | 28    | 9     |
| 1979-1980             | KAA La Gantoise       | Division 2            | -           | -           | -                     | -                     | -                              | -                              | -                              | 0     | 0     |
| Sous-total            | Sous-total            | Sous-total            | 28          | 9           | -                     | -                     | -                              | -                              | -                              | 28    | 9     |
| 1983-1984             | Eendracht Rotem       | Promotion C (D4)      | -           | -           | -                     | -                     | -                              | -                              | -                              | 0     | 0     |
| Total sur la carrière | Total sur la carrière | Total sur la carrière | 193         | 27          | -                     | -                     | -                              | 6                              | 0                              | 199   | 27    |

### En sélections nationales
| Saison                | Sélection             | Phases finales        | Phases finales | Phases finales | Phases finales | Éliminatoires CDM | Éliminatoires CDM | Éliminatoires CDM | Éliminatoires EURO | Éliminatoires EURO | Éliminatoires EURO | Matchs amicaux | Matchs amicaux | Matchs amicaux | Total | Total | Total |
| Saison                | Sélection             | Compétition           | M              | B              | Pd             | M                 | B                 | Pd                | M                  | B                  | Pd                 | M              | B              | Pd             | M     | B     | Pd    |
| --------------------- | --------------------- | --------------------- | -------------- | -------------- | -------------- | ----------------- | ----------------- | ----------------- | ------------------ | ------------------ | ------------------ | -------------- | -------------- | -------------- | ----- | ----- | ----- |
| 1973-1974             | Belgique aspirants    | -                     | -              | -              | -              | -                 | -                 | -                 | -                  | -                  | -                  | 1              | 0              | 0              | 1     | 0     | 0     |
| Total sur la carrière | Total sur la carrière | Total sur la carrière | -              | -              | -              | -                 | -                 | -                 | -                  | -                  | -                  | 1              | 0              | 0              | 1     | 0     | 0     |

#### Matchs internationaux
| Matchs aspirants de Jaak Dreesen | Matchs aspirants de Jaak Dreesen | Matchs aspirants de Jaak Dreesen    | Matchs aspirants de Jaak Dreesen | Matchs aspirants de Jaak Dreesen | Matchs aspirants de Jaak Dreesen | Matchs aspirants de Jaak Dreesen | Matchs aspirants de Jaak Dreesen |
| #                                | Date                             | Lieu                                | Adversaire                       | Résultat                         | Compétition                      | Club                             | Notes                            |
| -------------------------------- | -------------------------------- | ----------------------------------- | -------------------------------- | -------------------------------- | -------------------------------- | -------------------------------- | -------------------------------- |
| 1                                | 28 octobre 1973                  | Stade communal, Libramont, Belgique | Luxembourg                       | V 6 - 0                          | Match amical                     | Lierse SK                        | Titulaire.                       |

### Statistiques d'entraîneur
| Saison                | Club                  | Championnat           | Championnat | Championnat | Championnat | Championnat | Coupe(s) nationale(s) | Coupe(s) nationale(s) | Coupe(s) nationale(s) | Coupe(s) nationale(s) | Autres compétitions | Autres compétitions | Autres compétitions | Autres compétitions | Autres compétitions | Total | Total | Total | Total | % Victoires |
| Saison                | Club                  | Division              | M           | V           | N           | D           | M                     | V                     | N                     | D                     | Comp.               | M                   | V                   | N                   | D                   | M     | V     | N     | D     | % Victoires |
| --------------------- | --------------------- | --------------------- | ----------- | ----------- | ----------- | ----------- | --------------------- | --------------------- | --------------------- | --------------------- | ------------------- | ------------------- | ------------------- | ------------------- | ------------------- | ----- | ----- | ----- | ----- | ----------- |
| 1980-1981             | KSK Bree              | Promotion D           | 30          | 10          | 7           | 13          | -                     | -                     | -                     | -                     | -                   | -                   | -                   | -                   | -                   | 30    | 10    | 7     | 13    | 33%         |
| 1981-1982             | KSK Bree              | Promotion C           | 30          | 13          | 9           | 8           | -                     | -                     | -                     | -                     | -                   | -                   | -                   | -                   | -                   | 30    | 13    | 9     | 8     | 43%         |
| 1982-1983             | KSK Bree              | Promotion D           | 30          | 13          | 7           | 10          | -                     | -                     | -                     | -                     | -                   | -                   | -                   | -                   | -                   | 30    | 13    | 7     | 10    | 43%         |
| 1983-1984             | Eendracht Rotem       | Promotion C           | 30          | 15          | 10          | 5           | -                     | -                     | -                     | -                     | -                   | -                   | -                   | -                   | -                   | 30    | 15    | 10    | 5     | 50%         |
| Sous-total            | Sous-total            | Sous-total            | 120         | 51          | 33          | 36          | -                     | -                     | -                     | -                     | -                   | -                   | -                   | -                   | -                   | 120   | 51    | 33    | 36    | 43%         |
| 1984-1985             | Patro Eisden          | Division 2            | 30          | 9           | 9           | 12          | -                     | -                     | -                     | -                     | -                   | -                   | -                   | -                   | -                   | 30    | 9     | 9     | 12    | 30%         |
| 1985-1986             | Patro Eisden          | Division 2            | 30          | 10          | 12          | 8           | 2                     | 0                     | 1                     | 1                     | -                   | -                   | -                   | -                   | -                   | 32    | 10    | 13    | 9     | 31%         |
| 1986-1987             | Patro Eisden          | Division 2            | 19          | 7           | 2           | 10          | 1                     | 0                     | 1                     | 0                     | -                   | -                   | -                   | -                   | -                   | 20    | 7     | 3     | 10    | 35%         |
| 1987-1988             | Lommelse SK           | Division 2            | 13          | 3           | 3           | 7           | -                     | -                     | -                     | -                     | -                   | -                   | -                   | -                   | -                   | 13    | 3     | 3     | 7     | 23%         |
| 1988-1989             | KSV Mol               | Promotion C           | 30          | 13          | 11          | 6           | -                     | -                     | -                     | -                     | -                   | -                   | -                   | -                   | -                   | 30    | 13    | 11    | 6     | 43%         |
| Sous-total            | Sous-total            | Sous-total            | 122         | 42          | 37          | 43          | 3                     | 0                     | 2                     | 1                     | -                   | -                   | -                   | -                   | -                   | 125   | 42    | 39    | 44    | 34%         |
| 1989-1990             | KFC Turnhout          | Division 3B           | 30          | 16          | 11          | 3           | -                     | -                     | -                     | -                     | -                   | -                   | -                   | -                   | -                   | 30    | 16    | 11    | 3     | 53%         |
| 1990-1991             | KFC Turnhout          | Division 2            | 30          | 11          | 10          | 9           | -                     | -                     | -                     | -                     | TF                  | 6                   | 1                   | 2                   | 3                   | 36    | 12    | 12    | 12    | 33%         |
| 1991-1992             | KFC Turnhout          | Division 2            | 30          | 16          | 8           | 6           | -                     | -                     | -                     | -                     | TF                  | 6                   | 0                   | 2                   | 4                   | 36    | 16    | 10    | 10    | 44%         |
| 1992-1993             | KFC Turnhout          | Division 2            | 30          | 6           | 12          | 12          | -                     | -                     | -                     | -                     | -                   | -                   | -                   | -                   | -                   | 30    | 6     | 12    | 12    | 20%         |
| Sous-total            | Sous-total            | Sous-total            | 120         | 49          | 41          | 30          | -                     | -                     | -                     | -                     | -                   | 12                  | 1                   | 4                   | 7                   | 132   | 50    | 45    | 37    | 38%         |
| 1993-1994             | KFC Tielen            | Promotion C           | 30          | 24          | 5           | 1           | -                     | -                     | -                     | -                     | -                   | -                   | -                   | -                   | -                   | 30    | 24    | 5     | 1     | 80%         |
| 1994-1995             | KFC Tielen            | Division 3B           | 30          | 18          | 6           | 6           | 1                     | 0                     | 0                     | 1                     | -                   | -                   | -                   | -                   | -                   | 31    | 18    | 6     | 7     | 58%         |
| 1995-1996             | KFC Tielen            | Division 2            | 4           | 0           | 2           | 2           | -                     | -                     | -                     | -                     | -                   | -                   | -                   | -                   | -                   | 4     | 0     | 2     | 2     | 0%          |
| Sous-total            | Sous-total            | Sous-total            | 64          | 42          | 13          | 9           | 1                     | 0                     | 0                     | 1                     | -                   | -                   | -                   | -                   | -                   | 65    | 42    | 13    | 10    | 65%         |
| 1995-1996             | Beringen FC           | Promotion C           | 24          | 10          | 8           | 6           | -                     | -                     | -                     | -                     | -                   | -                   | -                   | -                   | -                   | 24    | 10    | 8     | 6     | 42%         |
| 1996-1997             | Verbroedering Geel    | Division 2            | 22          | 4           | 10          | 8           | 1                     | 0                     | 0                     | 1                     | -                   | -                   | -                   | -                   | -                   | 23    | 4     | 10    | 9     | 17%         |
| 1998-1999             | Dilsen VV             | Promotion C           | 30          | 20          | 6           | 4           | -                     | -                     | -                     | -                     | -                   | -                   | -                   | -                   | -                   | 30    | 20    | 6     | 4     | 67%         |
| 1999-2000             | Dilsen VV             | Division 3B           | 6           | 2           | 0           | 4           | -                     | -                     | -                     | -                     | -                   | -                   | -                   | -                   | -                   | 6     | 2     | 0     | 4     | 33%         |
| Sous-total            | Sous-total            | Sous-total            | 82          | 36          | 24          | 22          | 1                     | 0                     | 0                     | 1                     | -                   | -                   | -                   | -                   | -                   | 83    | 36    | 24    | 23    | 43%         |
| 1999-2000             | KVK Tienen            | Division 2            | 14          | 7           | 3           | 4           | -                     | -                     | -                     | -                     | -                   | -                   | -                   | -                   | -                   | 14    | 7     | 3     | 4     | 50%         |
| 2000-2001             | KVK Tienen            | Division 2            | 34          | 7           | 16          | 11          | 1                     | 0                     | 0                     | 1                     | -                   | -                   | -                   | -                   | -                   | 35    | 7     | 16    | 12    | 20%         |
| 2001-2002             | KVK Tienen            | Division 2            | 8           | 0           | 3           | 5           | 1                     | 0                     | 0                     | 1                     | -                   | -                   | -                   | -                   | -                   | 9     | 0     | 3     | 6     | 0%          |
| Sous-total            | Sous-total            | Sous-total            | 56          | 14          | 22          | 20          | 2                     | 0                     | 0                     | 2                     | -                   | -                   | -                   | -                   | -                   | 58    | 14    | 22    | 22    | 24%         |
| 2002-2003             | Bocholter VV          | Division 3B           | 10          | 0           | 5           | 5           | -                     | -                     | -                     | -                     | -                   | -                   | -                   | -                   | -                   | 10    | 0     | 5     | 5     | 0%          |
| 2003-2004             | Bocholter VV          | Division 3B           | 30          | 15          | 6           | 9           | -                     | -                     | -                     | -                     | -                   | -                   | -                   | -                   | -                   | 30    | 15    | 6     | 9     | 50%         |
| Sous-total            | Sous-total            | Sous-total            | 40          | 15          | 11          | 14          | -                     | -                     | -                     | -                     | -                   | -                   | -                   | -                   | -                   | 40    | 15    | 11    | 14    | 38%         |
| Total sur la carrière | Total sur la carrière | Total sur la carrière | 604         | 249         | 181         | 174         | 7                     | 0                     | 2                     | 5                     | -                   | 12                  | 1                   | 4                   | 7                   | 623   | 250   | 187   | 186   | 40%         |

## Palmarès

### Palmarès de joueur

#### En club
|  |  | KAA La Gantoise - Championnat de Belgique de deuxième division (1) : - Champion : 1980. |

### Palmarès d'entraîneur

#### En club
|  |  | KFC Turnhout - Championnat de Belgique de deuxième division : - Vice-champion : 1992. - Championnat de Belgique de troisième division (1) : - Champion : 1990. |  | KFC Tielen - Championnat de Belgique de troisième division (1) : - Champion : 1995. - Championnat de Belgique de Promotion (1) : - Champion : 1994. |  | Dilsen VV - Championnat de Belgique de Promotion (1) : - Champion : 1999. |